# Il talismano (opera)
Il talismano è un'opera in tre atti di Antonio Salieri e Giacomo Rust su libretto di Lorenzo Da Ponte, tratto dalla commedia omonima di Carlo Goldoni. La prima rappresentazione ebbe luogo al Teatro della Canobbiana di Milano il 21 agosto 1779, in occasione dell'inaugurazione del teatro.  Seguirono altre rappresentazioni al Teatro San Samuele di Venezia nell'autunno del 1779, al Teatro della Pergola di Firenze nel marzo 1780, al Teatro alla Scala di Milano nell'estate del 1785.
Una versione riveduta, con musiche solo di Salieri, fu rappresentata al Burgtheater di Vienna il 10 settembre 1788. Altre rappresentazioni si ebbero a Dresda e Braunschweig nel 1789, e a Berlino nel 1796.

## Trama
«La scena si rappresenta nel feudo di cui Pancrazio è governatore.»
Perillo ama Sandrina, figlia del governatore Pancrazio, ma il legame è malvisto dal governatore, che vorrebbe dare la figlia in sposa a Lindoro. Per questo Perillo è dovuto fuggire e si è unito agli zingari. Lindoro però ama la zingara Carolina e non intende sposare Sandrina. L'opera descrive i tentativi fatti ai danni di Pancrazio per fare in modo che i quattro giovani possano unirsi secondo i loro desideri. Carolina si serve di un talismano donatole dal capo degli zingari Cardano, che le permette di cambiare identità a piacere. La storia si risolve felicemente quando si scopre che Carolina è figlia di Pancrazio, creduta morta venti anni prima in un naufragio e raccolta morente dagli zingari.

## Discografia
- L'ouverture de Il talismano è compresa in Salieri: Overtures, CD pubblicato da Naxos. Direttore Michael Dittrich; orchestra della Radio Slovacca.[4]